# Patambuco (distrito)
Patambuco é um distrito do Peru, departamento de Puno, localizada na província de Sandia.

## Transporte
O distrito de Patambuco é servido pela seguinte rodovia:
- PU-107, que liga a cidade ao distrito de Crucero[1][2][3]